# Ellen Albertini Dow
Ellen Albertini Dow (16 de noviembre de 1913 - 4 de mayo de 2015) fue una actriz estadounidense. Participó en series de televisión como Ned's Declassified School Survival Guide y Hannah Montana. Entre sus papeles en el cine se encuentra una monja en Sister Act. Estuvo casada con Eugene Dow hasta el 2004, momento de su muerte.

## Filmografía
| Año  | Obra                                     | Papel         | Notas        |  |  | 1992 | Sister Act | Nun |
| 1995 | Problem Child 3                          | Lila Duvane   |              |  |  |      |            |     |
| 1998 | The Wedding Singer                       | Rosie         |              |  |  |      |            |     |
| 1998 | Patch Adams                              | Aggie Kennedy |              |  |  |      |            |     |
| 2007 | Ned's Declassified School Survival Guide | Sra. Knapp    | Un episodio. |  |  |      |            |     |
| 2008 | Hannah Montana                           | Khattlen      | Un episodio. |  |  |      |            |     |